# Aegialia mimicus
Aegialia mimicus är en skalbaggsart som beskrevs av Riccardo Pittino 2006. Aegialia mimicus ingår i släktet Aegialia och familjen Aegialiidae. Inga underarter finns listade i Catalogue of Life.